# Primer ministro de Costa de Marfil
El Primer ministro de Costa de Marfil (en francés: Premier ministre de Côte d'Ivoire) es el jefe de gobierno de Costa de Marfil. Comparte el poder ejecutivo con el Presidente de la República. Es designado por el presidente de la República ante quien es responsable, y quien cesa en sus funciones.
El primer ministro de Costa de Marfil no tiene, con respecto a la constitución, poder ejecutivo propio. Reemplaza al Presidente de la República cuando este último se encuentra ausente del territorio. Contrario a la mayoría de sistemas parlamentarios, el primer ministro de Costa de Marfil no debe de tener una mayoría parlamentaria para ser elegido. 
Los miembros del gobierno y el gabinete, que están bajo su autoridad, son designados a propuesta de este por el presidente de la República. Dirige y coordina la acción del gobierno y puede delegar algunos de sus poderes a los ministros.

## Historia
El cargo fue creado en 1957. Entre 1957 y 1958, el primer ministro de Costa de Marfil estaba subordinado al gobernador francés de Costa de Marfil. De 1958 al 7 de agosto de 1960, dependía del Alto Comisionado francés para Costa de Marfil. Finalmente, una vez el país alcanzó su independencia de Francia el 7 de agosto de 1960, el primer ministro de Costa de Marfil quedaba bajo mando del Presidente de Costa de Marfil. El cargo fue abolido en noviembre del mismo año. 
En la década de 1980, el poder del presidente Félix Houphouët-Boigny se debilitó tras una crisis económica a finales de la década de 1970. Por lo tanto, puso fin al régimen de partido único y en 1990 organizó las primeras elecciones presidenciales multipartidistas, en la que solo se enfrenta a Laurent Gbagbo. Houphouet ganas las elecciones fácilmente y nombra a Alassane Ouattara, execonomista del FMI, como primer ministro.

## Jefes de Gobierno de Costa de Marfil
(Las fechas en cursiva indican la continuación de facto en el cargo)
| Período                                                     | Ocupante                                               | Afiliación política      | Notas                                                                             |
| ----------------------------------------------------------- | ------------------------------------------------------ | ------------------------ | --------------------------------------------------------------------------------- |
| Costa de Marfil (como parte del África Occidental Francesa) |                                                        |                          |                                                                                   |
| 15 de mayo de 1957 a 26 de julio de 1958                    | Auguste Denise, Vicepresidente del Consejo de Gobierno | PDCI                     |                                                                                   |
| 26 de julio de 1958 a 4 de diciembre de 1958                | Auguste Denise, Presidente del Consejo de Gobierno     | PDCI                     |                                                                                   |
| República de Costa de Marfil                                | Autonomía                                              | Autonomía                | Autonomía                                                                         |
| 4 de diciembre de 1958 a 30 de abril de 1959                | Auguste Denise, Presidente del Gobierno Provisional    | PDCI                     |                                                                                   |
| 2 de mayo de 1959 a 7 de agosto de 1960                     | Félix Houphouët-Boigny, primer ministro                | PDCI                     |                                                                                   |
| República de Costa de Marfil                                | Independencia de Francia                               | Independencia de Francia | Independencia de Francia                                                          |
| 7 de agosto de 1960 a 27 de noviembre de 1960               | Félix Houphouët-Boigny, Jefe de Estado y de Gobierno   | PDCI                     |                                                                                   |
| 27 de noviembre de 1960 a 7 de noviembre de 1990            | cargo abolido                                          |                          |                                                                                   |
| República de Costa de Marfil (République de Côte d'Ivoire)  |                                                        |                          |                                                                                   |
| 7 de noviembre de 1990 a 11 de diciembre de 1993            | Alassane Dramane Ouattara, primer ministro             | RDR                      |                                                                                   |
| 11 de diciembre de 1993 a 24 de diciembre de 1999           | Daniel Kablan Duncan, primer ministro                  | PDCI                     |                                                                                   |
| 18 de mayo de 2000 a 27 de octubre de 2000                  | Seydou Elimane Diarra, primer ministro                 | n-p                      |                                                                                   |
| 27 de octubre de 2000 a 25 de enero de 2003                 | Pascal Affi N'Guessan, primer ministro                 | FPI                      |                                                                                   |
| 10 de febrero de 2003 a 7 de diciembre de 2005              | Seydou Elimane Diarra, primer ministro                 | n-p                      | 2.º mandato                                                                       |
| 7 de diciembre de 2005 a 4 de abril de 2007                 | Charles Konan Banny, primer ministro                   | n-p                      |                                                                                   |
| Desde el 4 de abril de 2007 a 13 de marzo de 2012           | Guillaume Kigbafori Soro, primer ministro              | FN                       | Co-reclamante con Ouattara desde el 6 de diciembre de 2010 al 11 de abril de 2011 |
| Desde el 6 de diciembre de 2010 a 11 de abril de 2011       | Gilbert Aké, primer ministro                           | FPI                      | Co-reclamante con Gbagbo                                                          |
| Desde el 13 de marzo de 2012 a 21 de noviembre de 2012      | Jeannot Ahoussou-Kouadio, primer ministro              | PDCI                     |                                                                                   |
| Desde el 21 de noviembre de 2012 al 10 de enero de 2017     | Daniel Kablan Duncan, primer ministro                  | n-p                      | 2.º mandato                                                                       |
| 10 de enero de 2017 al 8 de julio de 2020                   | Amadou Gon Coulibaly, primer ministro                  | RDR                      |                                                                                   |
| 8 de julio de 2020 - 8 de marzo de 2021                     | Hamed Bakayoko, primer ministro                        | RDR                      |                                                                                   |
| 8 de marzo de 2021 - 16 de octubre de 2023                  | Patrick Achi, primer ministro                          | RDR                      |                                                                                   |
| 16 de octubre de 2023 - Presente                            | Robert Beugré Mambé, primer ministro                   | RDR                      |                                                                                   |

## Afiliaciones políticas
- FN - Forces Nouvelles (Fuerzas Nuevas)
- FPI -	Front Populaire Ivorien (Frente Popular Marfileño)
- MPCI - Mouvement Patriotique de la Côte d'Ivoire (Movimiento Patriótico de Costa de Marfil)
- PDCI - Parti Démocratique de Côte d'Ivoire-Rassemblement Démocratique Africain (Partido Democrático de Costa de Marfil-Unión Democrática Africana)
- RDR -	Rassemblement des Républicains (Unión Republicana)
- Mil - Militar
- n-p - No partidario, independiente